# 商业软件
商业软件（英語：Commercial software）是在计算机软件中被作为商品进行交易的软件，未必是商用軟體。至2000年代，大多數的軟體都屬於商業軟體。商业软件大部份都是專有軟體（Proprietary Software），但自由軟體（Free Software）亦可以是商業軟件，只是自由軟件甚少進行收費銷售。
相對於商業軟體，有非商業、可供免費使用的共享軟體（Shareware）、免費軟體（Freeware）等。

## 参看
- 自由软件

1. ↑  . January 2023  [2023-01-29]. （原始内容存档于2018-02-12）.